# Коростовець Володимир Костянтинович
Коростовець Володимир Костянтинович (нар. 16 липня 1888, Гатчина — пом. 29 вересня 1953, Лондон) — український журналіст та дипломат, політичний і громадський діяч. Один із фундаторів Українського Наукового Інституту в Берліні.
Член правління Українського союзу хліборобів державників. Після Другої світової війни  — член Президії Ради Союзу Ураїнців Британії (1949—1952 рр.) та екзекутиви Комісії Допомоги Українському Студентству у Великій Британії (1948—1952 рр.).
Похований на цвинтарі Кенсал Ґрін у Лондоні.

## Життєпис

Ванзее, 1923 рік. Зліва направо: Олександр Скоропис-Йолтуховський, В'ячеслав Липинський, Павло Скоропадський, Володимир Коростовець, Сергій Шемет, Олександр Сахно-Устимович

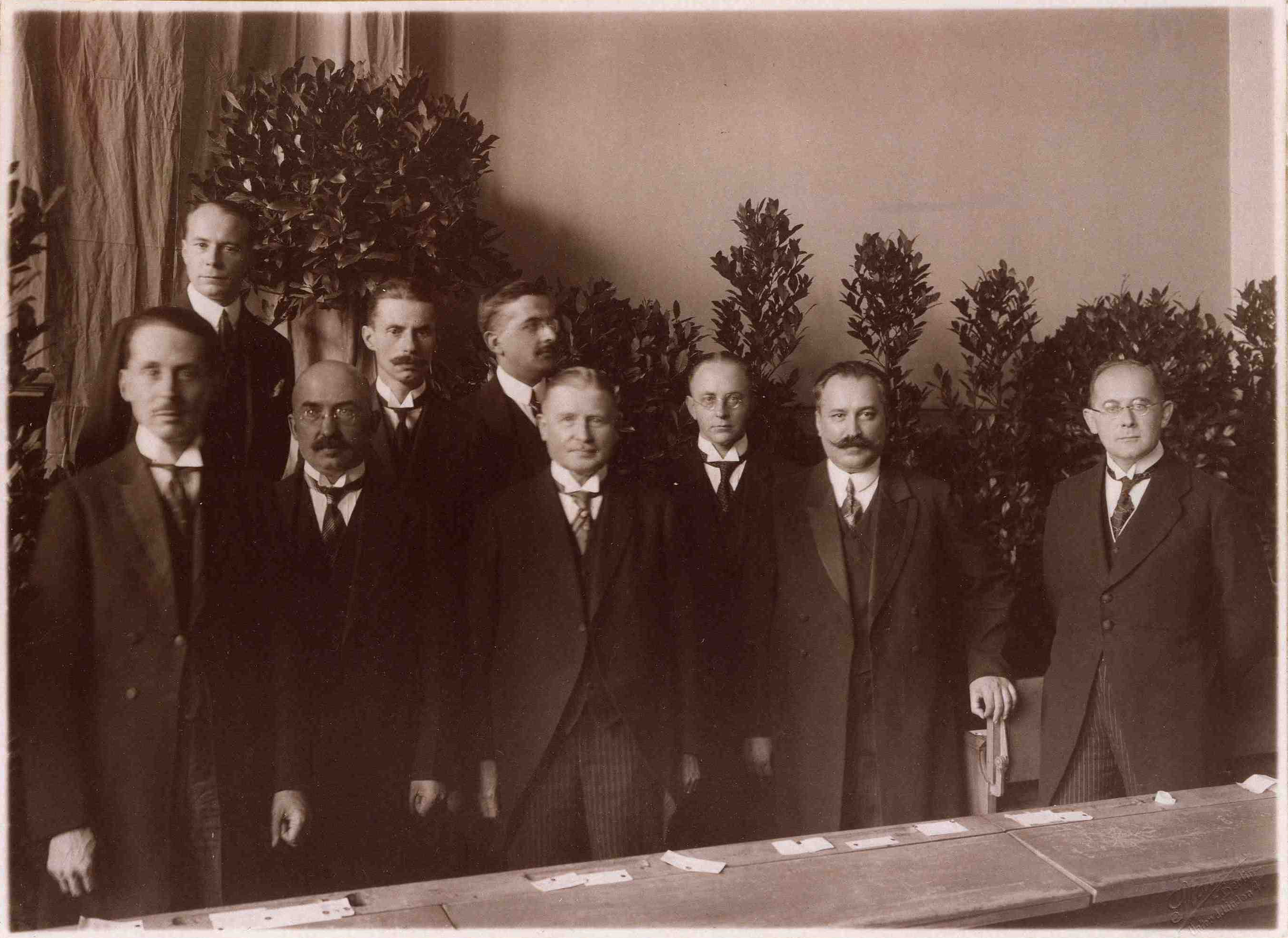
Члени-засновники та професори Українського наукового інституту в Берліні. 1-й ряд (зліва направо): Володимир Коростовець, Олександр Скоропис-Йолтуховський, ген. Вільгельм Ґренер, Васмерг, Дмитро Дорошенко, Келлєр; 2-й ряд: Володимир Залозецький-Сас, В'ячеслав Липинський, Іван Мірчук, 1927 рік

Син Костянтина Володимировича Коростовця (Коростовцева; 1857–1919), учасника російсько-турецької війни 1877–1878, який вийшов у відставку в чині генерал-лейтенанта і Лідії Олександрівни, уродженої Случевської (1854–1919).
Ранні роки провів частково в родинних маєтках у Пересажі біля Чернігова та частково в Санкт-Петербурзі, де його батько був полковником російського царського війська. Удома його виховували домашні вчителі, в тому числі англієць Бреннан — випускник Оксфордського університету.
1898 вступив до головної гімназії в Києві. 1906 р. переїхав до Санкт-Петербурга, де закінчив гімназію і почав вищу освіту в університеті. 1908 перейшов до Санкт-Петербурзького Політехнічного інституту, де закінчив освіту.
З 1912 до 1917 р. служив у російському Міністерстві закордонних справ, у тому числі як приватний секретар трьох міністрів іноземних справ.
У листопаді 1917 р. в умовах анархії, яка поширювалася внаслідок большевицької революції, повернувся в Україну, де організовував оборону родинних маєтків. 1919 виїхав з дружиною до Варшави, де працював закордонним кореспондентом декількох видань, у тому числі американського часопису «New York World».
1923 (або 1925) переїхав до Берліна, де був активним членом гетьманського руху Павла Скоропадського, з яким давніше познайомився в Санкт-Петербурзі. Був членом правління Українського союзу хліборобів державників, і в 1926 р. відіграв важливу роль у заснуванні — з ініціятиви Скоропадського — Українського Наукового Інституту в Берліні.
Перебуваючи в Німеччині, продовжував журналістську роботу а також написав декілька книжок німецькою мовою.
У 1920-х декілька разів відвідав Сполучене Королівство, ймовірно з доручення Скоропадського.
З 1928 до 1932 р. дописував на теми пов'язані з Україною до журналу «Вайтголл ґазетт», власником якого був Артур Монді Ґреґорі.
Близько 1930 р. переселився до Лондона як уповноважений представник Скоропадського з метою встановлення зв'язків і здобуття коштів для гетьманського руху. Став членом Ради Англо-Українського комітету, що його заснував 1931 р. Ґреґорі, а в 1932-34 рр. дописував до журналу згаданого комітету «Інвестіґейтор».
У різних часах до Другої світової війни виголосив лекції в таких установах як у Коледжі Бонар Лоу в Ашриджі та в Королівському інституті міжнародних справ — «Чатам Гаус». Під час війни від імені командування британських військово-морських сил виголошував лекції на тему специфіки Совєцького Союзу членам британських збройних сил у Сполученому Королівстві та в інших країнах.
Після війни співпрацював з Центральним Українським Допомоговим Бюро та зі Союзом Українців у Великій Британії (СУБ) у сфері надання допомоги післявоєнним українським іммігрантам до Сполученого Королівства. Був членом Ради СУБ (1948—1952 рр.), Президії Ради СУБ (1949—1952 рр.) та екзекутиви Комісії Допомоги Українському Студентству у Великій Британії (1948—1952 рр.).
У 1950-51 виголосив серію лекцій в Канаді і США на запрошення Канадського інституту міжнародних справ.
Його дружина — Олександра Костянтинівна Случевська (1890—1977), художниця-іконописець, реставраторка, донька поета К.К.Случевського, яка доводилась Володимиру Костянтиновичу далекою родичкою. Дітей в шлюбі не мали.

## Публікації
Серед його публікацій — «The Re-birth of Poland» (Лондон, 1928), «Graf Witte, der Steuermann in der Not» (Берлін, 1929), «Quo Vadis Polonia» (Париж, 1929), автобіографічний твір «Seed and Harvest» (Лондон, 1931), «Europe in the Melting Pot» (Лондон, 1938).